# Luz Casal
María Luz Casal Paz (Boimorto, La Coruña, 11 de noviembre de 1958), I marquesa de Luz y Paz, conocida como Luz Casal, es una cantante española de pop-rock, una de las solistas más valoradas de la música popular de su país.Tras sus éxitos dentro del país en la década de 1980, logró fama internacional, especialmente en Francia, sobre todo tras incluirse dos de sus temas en la película Tacones lejanos, de Pedro Almodóvar. Las ventas de sus discos ascienden a más de 5 millones de ejemplares.

## Biografía

### Los primeros años
Luz Casal, hija única de José Casal y Matilde Paz, nació en el pequeño municipio gallego de Boimorto, en la provincia de La Coruña, el 11 de noviembre de 1958. Sus padres se trasladaron a vivir a Asturias cuando Luz contaba con tan solo seis meses de edad. En Avilés estudia en el colegio Paula Frassinetti, de la Congregación de las Hermanas de Santa Dorotea. A pesar de seguir casados, su madre rehízo su vida con Máximo, con lo cual Luz se crio conviviendo con los tres progenitores en la misma casa. Después la familia se va a vivir a Gijón donde, ante cincuenta personas, Luz actúa por primera vez en público. Estudia piano, solfeo y ballet y forma parte de un grupo de rock llamado Los Fannys que hacía versiones de temas de otros artistas, y de otro con el que viaja por Asturias, León y Galicia. No obstante, siempre deseosa de cantar como solista, se interesa por el canto lírico y estudia la técnica del bel canto. 
En 1977, para proseguir su carrera en el mundo de la música, y tras conseguir convencer a sus padres, se muda a Madrid, donde graba una maqueta, La guapa, y recorre varias compañías discográficas hasta que una productora independiente le hace una prueba para cantar coros y consigue así entrar en el mundo de la música profesional. Participa en los coros de las grabaciones de varios cantantes de la compañía y acompaña a Juan Pardo en directo con el mismo cometido. Comienza a escribir sus propias canciones e incluso graba diez de ellas, que nunca saldrán publicadas. En esos años hace su única incursión teatral, dando vida a la cupletista Raquel Meller en el musical Las Divinas, representado en el Teatro Reina Victoria de Madrid. 
En 1980 publica con una multinacional su primer sencillo, El ascensor, un tema con ciertos aires reggae como homenaje a Bob Marley. Participa en festivales de distintos países y recibe clases de baile de maestros como Karen Taft, Arnold Taraborelli, Lindsay Kemp, Merche Esmeralda o Goyo Montero.
En 1981, buscando un menor control sobre su vida privada, ficha por la discográfica Zafiro y participa en el disco En directo, del grupo Leño. A comienzos de 1982 comienza la grabación, en Madrid, Bruselas y Ámsterdam, de su primer álbum, que sería estrenado en septiembre de ese mismo año con el nombre de Luz. Producido por Carlos Narea, incluye temas compuestos por ella misma y otros de Ramoncín, Roque Narvaja, Noel Soto o Narea. Graba su primer programa de televisión, en directo, y participa en un disco-libro del poeta Jaime Noguerol. 
En 1983 sale su primer videoclip, del tema No aguanto más, comienzan sus actuaciones en vivo y participa en la gira El rock de una noche de verano, junto con Miguel Ríos y Leño, con los que recorre 35 ciudades de toda España. En 1984 publica su segundo álbum, Los ojos del gato, grabado en España, Bélgica y Alemania. Algunos de sus temas, de Ramoncín e Hilario Camacho, entre otros, comienzan a escucharse en Europa. Luz sigue estudiando: piano, conjunto coral e interpretación. Luz III, editado en 1985, contenía un tema que se haría muy popular, Rufino, de Carmen Santonja (integrante de Vainica Doble). Ese mismo año actúa en un festival en Checoslovaquia, junto a artistas de otros países; Luz recuerda el impacto que le supuso escuchar sus temas No aguanto más y Ciudad sin ley tocados por una orquesta con metales. En 1986 ofrece más de noventa conciertos y actúa de nuevo en la televisión checoslovaca. En Alemania graba el tema The water is life, para una campaña ecologista, con estrellas como David Knopfler, ex componente de Dire Straits y hermano del que fuera su líder, compositor y guitarrista Mark Knopfler.
En 1987 graba un tema a capela con el grupo The Christians para un programa de televisión y en mayo sale su nuevo LP, Quiéreme aunque te duela, en el que, menos roquera, se descubre como una gran intérprete de baladas, que serían sus mayores éxitos desde ese momento. Participa en el programa de televisión ¡Qué noche la de aquel año!, presentado por Miguel Ríos, y viaja a México, Venezuela y Nueva York. En 1988 interviene en el programa televisivo Viaje con nosotros, de Javier Gurruchaga, y en un festival benéfico en Sevilla interpreta una versión por tangos de Quiéreme aunque te duela en compañía del grupo Pata Negra. Interviene en el Sun Festival de Ibiza en compañía de Phil Manzanera.

### El éxito masivo
En 1989 publica, ya con su nueva compañía Hispavox, Luz V, producido por Paco Trinidad y Chucho Merchán, músico habitual de Eurythmics, y bajo la dirección musical de Enrique Mateu. El disco, que vende 300.000 copias y supone su salto definitivo al éxito, incluye tres de sus temas que desde entonces se han convertido en clásicos, Loca, Te dejé marchar, compuesta por David Summers y No me importa nada. Ese mismo año actúa en Chile en el festival Desde Chile... un abrazo a la esperanza, a favor de los derechos humanos, junto con artistas como Sting o Peter Gabriel. 
En 1991 publica A contraluz, que vende más de 600.000 copias, obteniendo seis discos de platino. En él figura el bolero Piensa en mí, de Agustín Lara y Un año de amor que Pedro Almodóvar eligió para su película Tacones lejanos. También figura otra canción exitosa que es Tal para cual. Tras el éxito masivo, que la convierte en una estrella europea, especialmente admirada en Francia, Luz se toma un descanso de cuatro años en los estudios de grabación, tiempo en el que se plantea su carrera ante el éxito obtenido con el anterior trabajo. No obstante, sigue actuando en España y América Latina, así como en Francia y otros países europeos, como Alemania. Su siguiente álbum, Como la flor prometida, se publica en 1995, cuatro años después del anterior. Este nuevo trabajo vende 500.000 copias, convirtiéndose en el de más éxito de su carrera. En 1996 publica el recopilatorio Pequeños y grandes éxitos. En 1998 publica otro recopilatorio, sólo para Francia, Luz Casal, que vende en ese país 400.000 discos e incluye dos temas en francés, Tu ne l'emporteras pas y Entre mes souvenirs, versiones respectivamente de No me importa nada y Entre mis recuerdos. Actúa en el mítico Teatro Olympia de París y se convierte en la primera cantante española de música pop que llena cinco días seguidos, entre el 24 y el 28 de octubre, el teatro La Cigale.
En 1999 publica, tras otros cuatro años sin publicar nada nuevo por el duro golpe que supuso para Luz la muerte de su padre, Un mar de confianza, que vende 600.000 discos. Ese mismo año, el tema Mi confianza recibe el Premio Ondas a la Mejor Canción y comienza una gira por varios países europeos, como Francia, Italia, Suiza o Bélgica. También colabora en una canción del disco en directo de Rosendo Siempre hay una historia, grabado en la cárcel de Carabanchel. En 2001 obtiene, junto a Pablo Guerrero, el Premio Goya a la mejor canción original con Tu Bosque animado, de la película El bosque animado. En noviembre de 2002 sale Con otra mirada, que vende 150.000 ejemplares, y en octubre de 2004 publica Sencilla alegría, grabado en los franceses estudios Du Manoir con la producción de Javier Limón. En el disco, que vende 120.000 ejemplares y en el que Luz ofrece una voz pletórica que incorpora por primera vez en su carrera aires de flamenco y jazz, colaboran Chris Barron (de Spin Doctors), el trompetista Jerry González, Olivier Durán (guitarrista de Elliot Murphy), Pablo Guerrero, Rui Veloso, Niño Josele, Quique González y Pablo Novoa. El trabajo incluye la canción Ecos, dedicada a las víctimas de los atentados del 11 de marzo de 2004 en Madrid, y también la canción Negra Sombra, con texto de la poeta Rosalía de Castro, musicado por Juan Montes Capón, que fue el tema principal de la película Mar adentro, de Alejandro Amenábar.
En 2005 publica un nuevo recopilatorio, Pequeños, medianos y grandes éxitos, con treinta temas, que vende 80 000 discos y cuya versión francesa, editada al año siguiente, incluye Un nuevo día brillará (Duel au soleil), a dúo con Étienne Daho, y En un siglo verás, a dúo con el cantante francés Raphaël Haroche. En abril de 2006, la periodista Magda Bonet presenta en Barcelona la biografía de Luz, Mi memoria es agua (Ediciones B), título de uno de sus temas. El 16 de enero de 2007 Luz es operada de un cáncer de mama y el 20 de junio comunica en su página web que ha superado la enfermedad, colgando el 12 de octubre el primer sencillo, Sé feliz, de su nuevo álbum, Vida tóxica, título que hace referencia a la quimioterapia recibida durante el tratamiento del cáncer. El disco, puesto a la venta el 21 de noviembre, cuenta con las colaboraciones de Carlos Goñi, Luis Auserón y Pablo Guerrero, entre otros. El 29 de septiembre de 2009 publica, bajo el título de La Pasión, un álbum de trece canciones en el que rinde homenaje a grandes figuras del bolero como René Touzet, Carlos Eleta, Francisco Flores, Julio Rodríguez o María Elena Walsh, y que propone un viaje por las décadas de los 40, 50 y 60 del siglo XX, las más importantes del bolero, con temas como "Alma mía", "Historia de un amor", "Cenizas", "Qué quieres tú de mí" o "Como la cigarra". Dicho álbum alcanza el disco de platino en España y ha vendido más de 160.000 copias en Francia, con una cifra total de más de 200 000 copias a nivel internacional.
El 17 de mayo de 2010 comunica a sus fanes en su página web que debe aplazar la gira de presentación de La Pasión para ser intervenida de nuevo de otro cáncer de mama.
El 20 de enero de 2011 se reanuda, en el teatro Juan Bravo de Segovia, la gira La Pasión
En noviembre de 2011 se pone a la venta un nuevo recopilatorio que lleva por título Un ramo de rosas e incluye tres nuevas canciones.
El 26 de noviembre de 2013 se pone a la venta un nuevo álbum de estudio, titulado Almas gemelas. Una semana antes, el 18 de noviembre, sale la edición internacional de este álbum, titulada Alma.
En marzo de 2018 se pone a la venta su nuevo álbum de estudio, Que corra el aire, tras cinco años sin publicar material inédito en español.
El 27 de enero de 2023 se edita Hola, qué tal, primer sencillo del nuevo álbum que vio la luz el 24 marzo del mismo año y que lleva por título Las ventanas de mi alma.
El 19 de junio de 2025, el rey Felipe VI le concede el título de marquesa por ser un exponente de la cultura y las artes. “Son exponentes de la excelencia, ya sea al servicio de la Corona o en el ámbito del pensamiento, la cultura, la ciencia, las artes y el deporte”.

## Discografía

### Sencillos
- La guapa (1977)
- El ascensor (1980)

### Álbumes de estudio
| Año  | Álbum                                          | Ventas mundiales |
| ---- | ---------------------------------------------- | ---------------- |
| 1982 | Luz                                            | 100.000          |
| 1984 | Los ojos del gato                              | 150.000          |
| 1985 | Luz III                                        | 200.000          |
| 1987 | Quiéreme aunque te duela                       | 200.000          |
| 1989 | Luz V                                          | 300.000          |
| 1991 | A contraluz                                    | 600.000          |
| 1995 | Como la flor prometida                         | 800.000          |
| 1999 | Un mar de confianza                            | 600.000          |
| 2002 | Con otra mirada                                | 150.000          |
| 2004 | Sencilla alegría                               | +120.000         |
| 2007 | Vida tóxica                                    | +120.000         |
| 2009 | La pasión                                      | 240.000          |
| 2013 | Almas gemelas                                  | +40.000          |
| 2017 | Luz Casal chante Dalida, A mi manera (Francia) |                  |
| 2018 | Que corra el aire                              |                  |
| 2023 | Las ventanas de mi alma                        |                  |

### Álbumes recopilatorios
| Año  | Álbum                               | Ventas mundiales |
| ---- | ----------------------------------- | ---------------- |
| 1990 | Luz                                 |                  |
| 1996 | Pequeños y grandes éxitos           | +200.000         |
| 1998 | Best of Luz Casal (Francia)         | +400.000         |
| 2005 | Pequeños, medianos y grandes éxitos | +100.000         |
| 2011 | Un ramo de rosas                    |                  |

### Álbumes en directo
| Año  | Álbum           | Ventas mundiales |
| ---- | --------------- | ---------------- |
| 2022 | Solo esta noche |                  |

### Sencillos
| Luz - Sencillos: 1. "No aguanto más" 2. "Eres tú" 3. "Ciudad sin ley"                                                                                         |
| Los ojos del gato - Sencillos: 1. "Los ojos del gato" 2. "Detrás de tu mirada" 3. "Secreto"                                                                   |
| Luz III - Sencillos: 1. "Voy a por ti" 2. "Rufino" 3. "Hechizado"                                                                                             |
| Quiéreme aunque te duela - Sencillos: 1. "Quiéreme aunque te duela" 2. "Un día marrón" 3. "Qué rabia" 4. "A cada paso"                                        |
| Luz V - Sencillos: 1. "Te dejé marchar" 2. "Loca" 3. "No me importa nada" 4. "El tren" 5. "He visto a un ángel"                                               |
| A contraluz - Sencillos: 1. "Piensa en mí" 2. "Un pedazo de cielo" 3. "Es por ti" 4. "Tal para cual" 5. "Un año de amor"                                      |
| Como la flor prometida - Sencillos: 1. "Entre mis recuerdos" 2. "Besaré el suelo” 3. "Lo eres todo” 4. "Plantado en mi cabeza" 5. "Te ofrezco lo que tengo"   |
| Un mar de confianza - Sencillos: 1. "Mi confianza" 2. "Sentir" 3. "Inesperadamente" 4. "Quisiera ser y no puedo" 5. "Aquí estoy bien"                         |
| Con otra mirada - Sencillos: 1. "Ni tú ni yo" 2. "Dame un beso" 3. "A veces un cielo" 4. "Pueden ser tantas cosas"                                            |
| Sencilla alegría - Sencillos: 1. "Un nuevo día brillará" 2. "Sencilla alegría" 3. "Ecos" 4. "No te vayas"                                                     |
| Vida tóxica - Sencillos: 1. "Sé feliz" 2. "Soy" 3. "18 años"                                                                                                  |
| La Pasión - Sencillos: 1. "Con mil desengaños" 2. "Historia de un amor" 3. "No, no y no"                                                                      |
| Un ramo de rosas - Sencillos: 1. "Un ramo de rosas" 2. "Gracias a la vida"                                                                                    |
| Almas Gemelas - Sencillos: 1. "¿Por qué no vuelves, amor?" 2. “ Mi sono innamorata di te” 3. "Almas gemelas" 4. "Si vas al olvido" 5. “No me cuentes tu vida” |
| Luz Casal Chante Dalida, A Mi Manera - Sencillos: 1. "Fini la comédie" 2. "A mi manera" 3. "Je me sens vivre (me siento viva)"                                |
| Que corra el aire - Sencillos: 1. "Miénteme al oído" 2. "Volver a comenzar” 3. "Días prestados” 4. "Morna"                                                    |
| Las ventanas de mi alma - Sencillos: 1. "Hola, qué tal" 2. "Estaba escrito" 3. "Quizás"                                                                       |

## Premios y distinciones
- Premios Café Varela 2023
- Comendadora de las Artes de Francia, mayo 2023.[10]
- Premio Ondas 2022 de a música toda su trayectoria.[11]

- Premio Liderazgo Mujer Profesional 2018, categoría dentro de los Premios FEDEPE, Federación Española de Mujeres Directivas, Ejecutivas, Profesionales y Empresarias.[12]

- Premio Internacional Yo Dona 2018.[13]
- En diciembre de 2017 recibe la Medalla Internacional de las Artes 2016 de la Comunidad de Madrid.[14]
- El 19 de noviembre de 2013 se anuncia que le es concedido el Premio Nacional de las Músicas Actuales. Recibe la noticia en París, donde se encuentra en la promoción de su nuevo disco, Alma.
- El 30 de septiembre de 2010 recibe de manos de Letizia Ortiz, Princesa consorte de Asturias, el Premio 'V de Vida' de la Asociación Española Contra el Cáncer (AECC), por su fuerza ejemplarizante a la hora de afrontar dicha enfermedad y por su solidaridad con las personas afectadas.[15]
- El 28 de junio de 2010 José Ignacio Portos, alcalde de Boimorto, recogió en nombre de Luz Casal, ausente por su tratamiento de quimioterapia, la Medalla Castelao, otorgada a las personas que se destacan por su galleguismo.[16][17]
- El 16 de mayo de 2010 recibe el título de Hija Predilecta de Boimorto.[18]
- El 15 de mayo de 2010 recibe la Medalla de oro de la ciudad de Madrid.[19]
- En abril de 2010 recibe la Medalla de oro de la ciudad de París.[20]
- En noviembre de 2009 le es otorgada la Medalla de las Artes y las Letras de Francia.[21]
- En 2001 obtiene, junto a Pablo Guerrero, el Premio Goya a la mejor canción original con "Tu bosque animado", de la película El bosque animado.